# Josef Brötzner
Josef Brötzner (ur. 7 grudnia 1941 w Salzburgu, zm. 26 grudnia 2022 tamże) – austriacki zapaśnik walczący w stylu klasycznym. Olimpijczyk z Monachium 1972, gdzie zajął siedemnaste miejsce w wadze lekkiej.
Uczestnik mistrzostw świata w 1971 i 1975 roku.

## Letnie Igrzyska Olimpijskie 1972
| Konkurencja          | Rundy eliminacyjne    | Rundy eliminacyjne        | Klas. końcowa |
| Konkurencja          | Przeciwnik I          | Przeciwnik II             | Miejsce       |
| -------------------- | --------------------- | ------------------------- | ------------- |
| 68 kg styl klasyczny | Seyit Hışırlı (TUR) P | Gian-Matteo Ranzi (ITA) P | 17.           |